# Трижды о любви
«Трижды о любви» — советский художественный полнометражный цветной фильм, поставленный на киностудии «Ленфильм» в 1981 году режиссёром Виктором Трегубовичем.
Премьерный показ фильма состоялся в августе 1981 года.

## Сюжет
Весёлый парень, колхозный шофёр Василий Лобанов, случайно оказавшись в сельской библиотеке, обнаруживает там новую молоденькую заведующую Елену Ивановну с маленькой дочкой Катей. Она мать-одиночка, но не стремится снова замуж. Василий начинает ухаживать за ней, приносит для её дочки «манеж», защищает её от грубых приставаний. Но Лене очень трудно принять эти ухаживания и она ведёт себя с ним отчуждённо, а когда он предлагает ей выйти за него замуж, то плачет.
В деревню ненадолго приезжает бывшая возлюбленная Василия Нюрка, которая несколько лет назад не дождалась его из армии. Но он прямо говорит ей, что их отношения в прошлом. Влюблённая в него соседская девочка-подросток Вера является свидетелем его сильного чувства к библиотекарше, но молча это терпит.
Вскоре в село приезжает муж Лены Саша. Он забирает жену с дочкой домой. На железнодорожном вокзале Василий навсегда прощается с Леной, которая объясняет ему, что у неё своя судьба. В порыве отчаяния он на лодке отправляется в соседнее село к Нюрке, но Вера, плача на причале, просит его не уплывать и признаётся ему в любви.

## В ролях
- Сергей Проханов — Василий Лобанов
- Марина Трегубович — Верка, дочка Анисимыча
- Марина Левтова — Лена, библиотекарь
- Надежда Шумилова — Нюрка, бывшая невеста Василия
- Валентина Ковель — Анна Макаровна Лобанова, мать Василия
- Алексей Миронов — Фёдор Лобанов, отец Василия
- Елена Облеухова — Тоня, жена Пашки
- Алексей Жарков — Пашка, друг Василия
- Иван Агафонов — Анисимыч
- Николай Сытин — Николай Александрович (озвучивает Игорь Ефимов)
- Виктор Проскурин — Саша, муж Лены

## Съёмочная группа
- Автор сценария — Будимир Метальников
- Режиссёр-постановщик — Виктор Трегубович
- Оператор-постановщик — Николай Покопцев
- Художник-постановщик — Грачья Мекинян
- Композитор — Георгий Портнов